# Sister's noise
「sister's noise」（シスターズ・ノイズ）は、日本の音楽ユニット・fripSideの楽曲で、第2期6作目（通算7作目）のシングル。

## 概要
前作「way to answer」から約1年5か月ぶりのリリースとなるシングルで、表題曲は、テレビアニメ『とある科学の超電磁砲S』のオープニングテーマに起用された。PVには同アニメの主人公・御坂美琴のクローンである「妹達」（「シスターズ」と呼称）をモデルにしたダンサーと、ゲストとして、お笑いコンビのザ・たっちが出演している。
シングルは初回限定盤（GNCA-0280）と通常盤（GNCA-0182）の2種リリースで、初回限定盤には本曲のPVを収めたDVDが同梱されている。また、初回限定盤と通常盤のどちらにも、ジャケットには美琴と「妹達」の1人・ミサカ9982号が描かれている。

## チャート成績
5月20日付オリコン週間ランキングで初動2万7275枚を売り上げ、初のシングル週間1位を獲得した。なお、シングルでは、第二期の3枚目のシングル「future gazer」以来、3作ぶりのトップ10入りとなった。また、5月9日〜5月12日付のオリコンデイリーチャートで4日連続の1位を獲得し、全作通じて初のデイリー1位となった。

## 収録曲

### CD
- 全作曲・編曲:八木沼悟志

1. sister's noise [4:22]
作詞:八木沼悟志
  - テレビアニメ『とある科学の超電磁砲S』前期オープニングテーマ
  - 製作者からは「メロウ」な曲にするよう依頼されたが、八木沼悟志は制作当初「アレンジ」と「テンポ」をメロウであると誤解していたという[3]。
2. I'm believing you [5:46]
作詞:南條愛乃
3. sister's noise（instrumental）
4. I'm believing you（instrumental）

### 初回盤付属DVD
1. sister's noise (PV)
2. PV making
3. special SPOT

## 参加ミュージシャン
fripSide
- 八木沼悟志：Synthesizer & Programming (全曲)
- 南條愛乃：Vocal (#1,2)

Additional Musician
- a2c：Guitar (全曲)

## 収録アルバム
- infinite synthesis 2 (#1,2)
- the very best of fripSide 2009-2020 (#1)
- the very best of fripSide -moving ballads- (#2)

## カバー
- 柊優花 - 2015年10月14日発売　アニソンカバーアルバム「よにそん！」に収録。
- Roselia［湊友希那（相羽あいな）］ - 2020年11月30日にゲーム『バンドリ! ガールズバンドパーティ!』に追加収録[4]。